# فهرست شاعران فارسی‌زبان
فهرست شاعران پارسی‌گویِ دربردارندهٔ نام شاعران سرشناس از اقوام گوناگونی است که از ابتدا  تاکنون به زبان فارسی شعر سروده و می‌سُرایند.

## تاریخ
پیش از سده سوم هجری قمری، سندی از شعر سرایی به زبان پارسی دری در دست نیست. با این همه محمد عوفی در نسک لباب‌الباب نخستین شاعر به زبان فارسی دری را بهرام گور می‌داند.

## سده سوم تا پنجم هجری

### شاعران سده سوم هجری (۲۰۰–۳۰۰)
- ابواسحاق جویباری
- ابوحفص سغدی
- ابوزراعه معمری
- ابوسلیک گرگانی
- ابوشعیب هروی
- بسام کرد
- حنظله بادغیسی
- فرالاوی
- فیروز مشرقی
- محمد بن وصیف سجزی
- محمد بن مخلد سگزی
- محمود وراق هروی

### شاعران سده چهارم هجری (۳۰۰–۴۰۰)
- ابوشکور بلخی
- ابوطاهر خسروانی
- ابوطیب مصعبی
- ابوالحسن آغاجی
- ابوالعباس ربنجنی
- ابوالعلاء شوشتری
- ابوالموید بلخی
- ابوعبدالله جنیدی
- استغنائی نیشابوری
- بدیع بلخی
- بشار مرغزی
- بندار رازی
- بوالمثل بخارایی
- ترکی کشی ایلاقی
- حکاک مرغزی
- خبازی نیشابوری
- خسروی سرخسی
- خواجه عبدالله انصاری
- دقیقی
- رابعه قزداری
- رودکی
- رونقی بخارایی
- سپهری بخارایی
- شاکر جلاب
- شهید بلخی
- طاهرچغانی
- طیان ژاژخا
- عماره مروزی
- قابوس بن وشمگیر
- قمری جرجانی
- کسایی مروزی
- لوکری
- محمد عبده کاتب
- مسعودی مروزی
- معروفی بلخی
- منتصر سامانی
- منجیک ترمذی
- منطقی رازی

### شاعران سده پنجم هجری (۴۰۰–۵۰۰)
- ابواسحاق کازرونی
- ابوسعید ابوالخیر
- اسدی طوسی
- باباطاهر عریان
- خیام
- عسجدی
- عنصری
- عیوقی
- غضائری رازی
- فخرالدین اسعد گرگانی
- فرخی سیستانی
- فردوسی
- قطران تبریزی
- کافرک غزنوی
- لبیبی
- منوچهری دامغانی
- ناصرخسرو

## سده ششم تا نهم هجری

### شاعران سده ششم هجری (۵۰۰–۶۰۰)
- اثیر اخسیکتی
- ادیب صابر
- انوری
- اوحدالدین کرمانی
- جمال‌الدین عبدالرزاق اصفهانی
- ذوالفقار
- خاقانی شروانی
- رشیدالدین وطواط
- سنایی
- سوزنی سمرقندی
- عبدالحمید غزنوی
- عطار
- سموری سجزی سیستانی
- عمعق بخاری
- فلکی شروانی
- قوامی رازی
- مجیرالدین بیلقانی
- مسعود سعد سلمان
- محمد معزی
- مهستی گنجوی
- نظامی گنجوی

### شاعران سده هفتم (۶۰۰–۷۰۰)
- کمال‌الدین اصفهانی
- باباافضل کاشی
- بدر جاجرمی
- بساطی سمرقندی
- کیکاووس رازی
- زراتشت بهرام
- سعدی
- امین‌الدین بلیانی
- شیخ عبدالله بلیانی
- مجدالدین همگر
- شمس تبریزی
- مغربی تبریزی
- مولوی
- نزاری قهستانی
- همام تبریزی
- امیر خسرو دهلوی
- ذوالفقار شروانی

### شاعران سده هشتم (۷۰۰–۸۰۰)
- حافظ شیرازی
- خواجوی کرمانی
- سلمان ساوجی
- شرف‌الدین رامی
- شیخ اطعمه
- نعمت‌الله ولی
- عبید زاکانی
- عماد فقیه کرمانی
- نظام‌الدین محمود قاری
- حیدر شیرازی
- مغربی تبریزی
- افضل‌الدین کاشانی
- حسن کاشی
- جهان ملک خاتون
- ابن یمین فریومدی

### شاعران سدهٔ نهم (۸۰۰–۹۰۰)
- قاسم انوار
- عصمت بخاری
- آذری طوسی
- ابن یمین
- امیرشاهی سبزواری
- جامی
- حامدی اصفهانی
- رضای سبزواری
- نزاری قهستانی
- قبولی هروی
- کاتبی ترشیزی
- کمال خجندی

## سده‌های دهم تا دوازدهم

### شاعران سده دهم هجری (۹۰۰–۱۰۰۰)
- آصفی هروی
- بابافغانی شیرازی
- ثنایی مشهدی
- ابوالفتح گیلانی
- سحابی استرآبادی
- شرف جهان قزوینی
- شهیدی قمی
- ضمیری اصفهانی
- ظهوری ترشیزی
- عرفی شیرازی
- غزالی مشهدی
- فکری جامه‌باف
- فیضی فیاضی
- قاسمی گنابادی
- لسانی شیرازی
- محتشم کاشانی
- میلی مشهدی
- نظیری نیشابوری
- نوعی خبوشانی
- وحشی بافقی
- ولی دشت‌بیاضی
- هاتفی خرجردی
- هلالی جغتایی
- درویش دهکی
- نظام استرآبادی
- اهلی شیرازی
- وحید تبریزی
- فهمی استرآبادی
- حیرتی تونی
- فارغی مشهدی
- عزیزی قزوینی
- فضولی بغدادی
- میر اشکی قمی
- خواری تبریزی
- خواجگی عنایت
- صبری اصفهانی
- شیخ رباعی
- طرحی شیرازی
- شجاع (ملقب به کور)
- کامی قزوینی
- هجری قمی
- حیدر کلیچه‌پز
- عبدی بیگ شیرازی
- کاهی کابلی
- ملک قمی
- قیدی شیرازی
- مخدوم شریفی
- نظام‌الدین هاشمی
- قراری گیلانی
- حسابی نطنزی
- رضایی کاشانی
- محمدمیرک صالحی
- حالتی تهرانی
- صرفی ساوجی
- حضوری قمی
- قاضی نورالدین
- غیرتی شیرازی
- یادگاربیگ حالتی
- وقوعی نیشابوری
- وحشتی جوشقانی
- انیسی شاملو
- وقوعی تبریزی
- شعیب جوشقانی
- حیدر معمایی
- فسونی یزدی
- علی نقی کمره‌ای

### شاعران یازدهم هجری (۱۰۰۰–۱۱۰۰)
- صائب تبریزی
- میررضی آرتیمانی
- کلیم کاشانی
- کمالی
- حمزه غافل سیستانی
- احولی سیستانی
- منیر لاهوری
- صبحی بروجردی
- مرشد بروجردی
- زلالی خوانساری
- نجیب کاشانی
- نظیری نیشابوری
- غنی کشمیری
- وحید قزوینی
- طالب آملی
- تأثیر تبریزی
- قاسم مشهدی
- مسیح کاشانی
- سلیم تهرانی
- واعظ قزوینی
- زانا پیرانشهری
- رفیع مشهدی
- قدسی مشهدی
- دانش مشهدی
- ظفرخان حسن
- نجیب کاشانی
- میرنجات اصفهانی

### شاعران دوازدهم هجری (۱۰۰۰–۱۲۰۰)
- حزین لاهیجی
- بیدل دهلوی

## سده سیزدهم هجری
- هاتف اصفهانی
- صامت بروجردی
- آذر بیگدلی
- میرزا نصرالله بهار شیروانی
- وحدت کرمانشاهی
- عارف قزوینی
- عبرت سیستانی
- ابراهیم نادری کازرونی
- وصال شیرازی
- قاآنی شیرازی
- فروغی بسطامی
- یغما جندقی
- نشاط اصفهانی
- مطیع
- صدرالسادات کازرونی
- کوثر علیشاه همدانی
- رضاقلی خان هدایت
- صباحی بیدگلی
- شیدای گراشی
- سروش اصفهانی
- ناطق مکرانی

## شاعران معاصر پارسی‌گو

### ایرانی

#### شعر کلاسیک
- یدالله طارمی
- بیژن سمندر
- ادیب برومند
- ابراهیم ناعم
- ایرج میرزا
- خاکشیر اصفهانی
- پروین اعتصامی
- مهدی الهی قمشه ای
- مهدیه الهی قمشه ای (آتش)
- حسین پژمان بختیاری
- حسین منزوی
- احمد نیک طلب (یاور همدانی)
- حمید سبزواری
- رحیم معینی کرمانشاهی
- رهی معیری
- ژاله قائم‌مقامی
- محمدحسین بهجت (شهریار)
- سیمین بهبهانی
- علی سعیدی
- غلامرضا روحانی (اجنه)
- فخرعظمی ارغون
- قیصر امین‌پور
- محمد فرخی یزدی (تاج‌الشعرا)
- محمدتقی بهار (ملک‌الشعرا)
- محمدحسین بهجتی اردکانی (شفق)
- محمدرضا تقوی‌فرد
- مهدی حمیدی شیرازی
- ساعد باقری
- سهیل محمودی
- مهدی فرجی
- فاضل نظری
- هومن ذکایی
- مهرداد اوستا
- میرزاده عشقی
- منصوره اتابکی (زهره)
- آتش اصفهانی
- نصرالله مردانی
- هوشنگ ابتهاج (سایه)
- وحید دستگردی
- عبدالله دهش
- عبدالله بیگ

#### غزل نو
- حسین منزوی
- محمدحسین بهجت (شهریار)
- سیمین بهبهانی
- قیصر امین‌پور
- محمدعلی بهمنی
- محمد فرخی یزدی (تاج‌الشعرا)
- مریم جعفری آذرمانی
- منوچهر نیستانی
- هوشنگ ابتهاج (سایه)

#### شعر نو
- آزیتا قهرمان
- احمد شاملو
- احمدرضا احمدی
- بهرام اردبیلی
- بیژن الهی
- پگاه احمدی
- حمید مصدق
- رزا جمالی
- ژاله اصفهانی
- سلمان هراتی
- سهراب رحیمی
- سهراب سپهری
- سیاوش کسرایی
- سید حسن حسینی
- طاهره صفارزاده
- علی باباچاهی
- علیرضا آدینه
- فروغ فرخزاد
- رضا براهنی
- فرامرز سلیمانی
- فریاد شیری
- فریدون مشیری
- فریدون فرخزاد
- محسن عمادی
- محمد خلیلی
- محمدرضا شفیعی کدکنی
- محمدرضا تقوی‌فرد
- محمدعلی سپانلو
- منصور اوجی
- منوچهر آتشی
- مهدی اخوان ثالث
- مینا دست‌غیب
- نازنین نظام شهیدی
- نیما یوشیج
- هوشنگ ایرانی
- هوشنگ چالنگی
- یدالله رؤیایی

#### ترانه
- بیژن سمندر
- محمدعلی شیرازی
- اردلان سرفراز
- افشین یداللهی
- امیر ارجینی
- ایرج جنتی عطایی
- بیژن ترقی
- پرواز همای
- تورج شعبان‌خانی
- روزبه بمانی
- زویا زاکاریان
- ژاکلین
- مسعود فردمنش
- شاهکار بینش‌پژوه
- شهیار قنبری
- عبدالجبار کاکایی
- لیلا کسری
- مریم دلشاد
- مریم حیدرزاده
- مسعود امینی
- نیلوفر لاری‌پور
- یغما گلرویی
- اهورا ایمان
- حسین صفا
- مونا برزویی
- فرح تجلی
- یاسر یزدانی
- مهرزاد امیرخانی
- جهانبخش پازوکی

●علی آهنگر

#### شعر کودک و نوجوان
- پروین دولت آبادی
- عباس یمینی‌شریف
- محمود کیانوش
- مصطفی رحماندوست
- قیصر امین پور
- بابک نیک طلب
- جعفر ابراهیمی
- اسدالله شعبانی
- افسانه شعبان نژاد
- شکوه قاسم‌نیا
- افشین اعلا
- آتوسا صالحی
- حمید هنرجو
- عرفان نظر آهاری
- محمدرضا تقوی فرد
- یحیی علوی فرد
- سید سعید هاشمی

### افغانستانی
- ابوبکر یقین
- فاطمه اختر
- نادیا انجمن
- عفیف باختری
- واصف باختری
- مخفی بدخشی
- بشیر اسکندری
- بیرنگ کوهدامنی
- لطیف پدرام
- پرتو نادری
- پروین پژواک
- سعادت‌ملوک تابش
- قنبرعلی تابش
- عبدالکریم تمنا
- حمیرا نکهت دستگیرزاده
- صالح محمد خلیق
- خلیل‌الله خلیلی
- سمنبو
- سمیع حامد
- سید ابوطالب مظفری
- شاهرخ پژمان
- شبگیر پولادیان
- لیلا صراحت
- قهار عاصی
- عبدالفیاض مهرآیین
- عبدالله شادان
- حسنیه عثمان
- صوفی عشقری
- بلقیس عمر
- خالده فروغ
- جاوید فرهاد
- نادیه فضل
- ضیا قاری‌زاده
- محمدکاظم کاظمی
- محمدحسین فیاض
- محمود جعفری (شاعر)
- محمود حکیمی (شاعر)
- لطیف ناظمی
- محمدنبی واصل
- محجوبه هروی
- یوسف کهزاد

### تاجیکستانی
- پیرو سلیمانی